# De Chinese nachtegaal

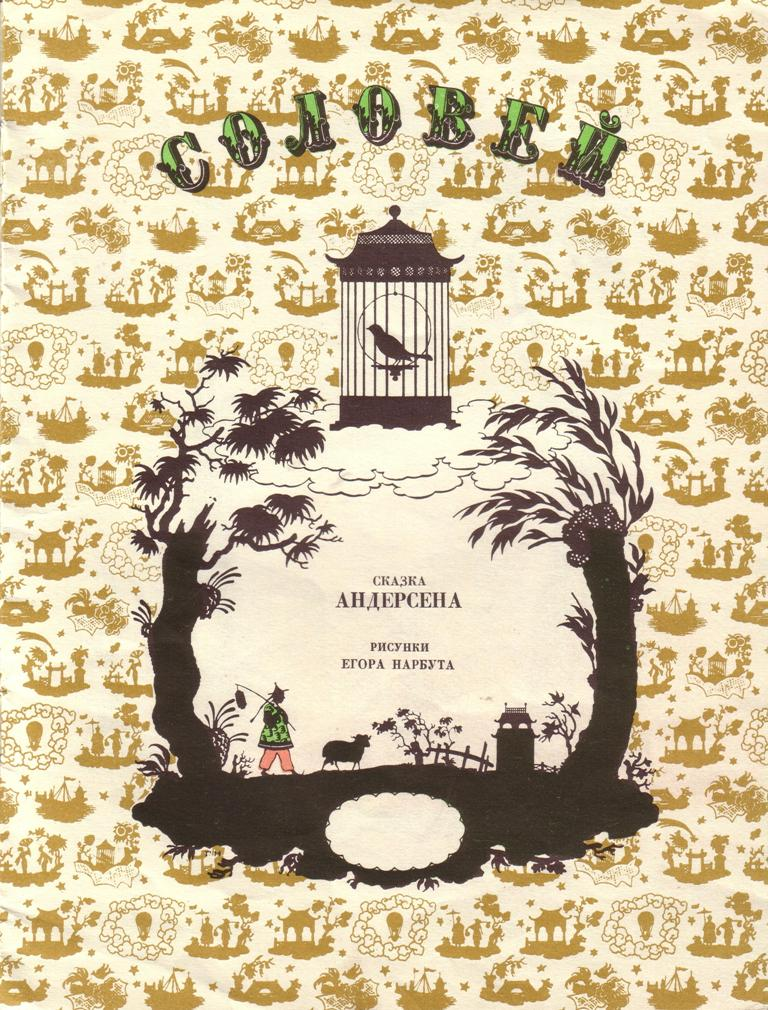
De nachtegaal

De Chinese nachtegaal is een sprookje van Hans Christian Andersen over een keizer die hoort van een vogeltje in zijn rijk dat erg mooi kan zingen. Hij laat het vogeltje voor hem zoeken en vanaf dat moment komt de nachtegaal elke avond voor de keizer zingen. Op een dag krijgt de keizer een gouden, mechanische nachtegaal en luistert dan alleen nog maar naar deze mooie nepvogel. Als dit kostbare vogeltje op een dag kapotgaat, wordt de keizer ziek en dreigt te sterven. Totdat de echte nachtegaal voor hem komt zingen en de keizer weer beter wordt.

## Bewerkingen
Le Chant du Rossignol, een ballet van Léonide Massine, 1920 en in een nieuwe choreografie  van George Balanchine in 1925 met muziek gecomponeerd door Igor Stravinsky, is gebaseerd op het sprookje. Er zijn ook theaterstukken, een film en een musical op het sprookje gebaseerd. In een Amerikaanse televisieversie uit 1983 werd de keizer gespeeld door Mick Jagger.

## De Efteling
In attractiepark de Efteling is het sprookje uitgebeeld in het Sprookjesbos. Al vanaf de beginjaren is het vogeltje te zien in het park, maar in 1979 werd de vogel vervangen door Draak Lichtgeraakt. In 1999 keert de nachtegaal terug, maar nu met een heel paleis waarin de kamer van de keizer zich bevindt en bezoekers van de Efteling een hele show kunnen bekijken.